# David Ospina
David Ospina Ramírez (Medellín, 31 de agosto de 1988) é um futebolista colombiano que atua como goleiro. Atualmente joga no Atlético Nacional.

## Carreira
Foi promovido a goleiro titular no Atlético Nacional, um dos principais clubes da 1ª divisão colombiana, aos 17 anos. Aos 19 ele já era comparado a grandes jogadores, como Óscar Córdoba. Ganhou dois títulos de melhor goleiro do campeonato colombiano antes de completar 20 anos. Contratado pelo Nice em 2008, permaneceu no clube francês por seis temporadas.
Transferiu-se para o Arsenal no dia 27 de julho de 2014, assinando um longo período de contrato.

### Napoli
No dia 17 de agosto de 2018, foi emprestado ao Napoli por uma temporada, com opção de compra. Ospina ficou sem espaço no clube inglês após a chegada de Bernd Leno, vindo do Bayer Leverkusen.
Já no dia 7 de julho de 2019, após fazer uma boa temporada pela equipe napolitana, foi contratado em definitivo por 3,5 milhões de euros, assinando contrato até junho de 2022. Na temporada 2018–2019, Ospina entrou em campo 24 vezes pelo Napoli e não sofreu gols em oito oportunidades.

### Al-Nassr
Em 11 de julho de 2022, Ospina foi anunciado pelo Al-Nassr, assinando por duas temporadas.

### Retorno ao Atlético Nacional
No dia 15 de junho de 2024, o Atlético Nacional confirmou o retorno de Ospina com um vídeo emocionante.

## Seleção Colombiana
Estreou pela Seleção Colombiana principal no dia 7 de fevereiro de 2007, contra o Uruguai.

## Vida pessoal
É irmão da jogadora de vôlei Daniela Ospina, ex-esposa de seu companheiro de Seleção James Rodríguez, e também tio de Salomé, filha do casal.[carece de fontes?]

## Títulos
Atlético Nacional
- Campeonato Colombiano: 2005 (Apertura), 2007 (Apertura), 2007 (Finalización) e 2024 (Finalización)
- Copa Colômbia: 2024

Arsenal
- Copa da Inglaterra: 2014–15 e 2016–17
- Supercopa da Inglaterra: 2017

Napoli
- Copa da Itália: 2019–20

Al-Nassr
- Liga dos Campeões Árabes: 2023

Seleção Colombiana
- Campeonato Sul-Americano Sub-20: 2005

### Prêmios individuais
- Goleiro do Mês do Campeonato Saudita: outubro de 2022